# Старинки (Меленковский район)
Старинки — деревня в Меленковском районе Владимирской области России, входит в состав Ляховского сельского поселения.

## География
Деревня расположена в 6 км на север от центра поселения села Ляхи и в 25 км на восток от райцентра города Меленки.

## История
Деревня Старинки упоминается в окладных книгах 1676 года в составе Верхозерского прихода, в ней было 6 крестьянских дворов. В конце XIX века в деревне Старинки было 106 дворов.
В конце XIX — начале XX века деревня входила в состав Ляховской волости Меленковского уезда. 
С 1929 года деревня являлась центром Старинковского сельсовета в составе Ляховского района. С 1963 года входила в состав Высоковского сельсовета Меленковского района Владимирской области. 

## Население
| 1859 | 1897 |
| ---- | ---- |
| 378  | 688  |

| 1859 | 1897 | 1905 | 1926  | 2002 | 2010 | 2021 |
| ---- | ---- | ---- | ----- | ---- | ---- | ---- |
| 378  | ↗688 | ↗877 | ↗1010 | ↘31  | ↘13  | ↗20  |